# 朱提郡
朱提郡（しゅていぐん）は、中国にかつて存在した郡。三国時代から南北朝時代にかけて、現在の雲南省東北部と貴州省西部にまたがる地域に設置された。

## 概要
107年（後漢の永初元年）に成立した犍為属国を前身とした。犍為属国は益州に属し、朱提・漢陽の2県を管轄した。
215年（建安20年）頃、成都に入った劉備により犍為属国は朱提郡と改められた。郡治は南昌県（現・雲南省鎮雄県付近）に置かれた。朱提太守・鄧方は南中地域を管轄する庲降都督に任じられた。
晋のとき、朱提郡は朱提・南広・漢陽・南秦・堂琅の5県を管轄した。303年（太安2年）、寧州に転属した。
南朝宋のとき、朱提郡は朱提・堂琅・臨利・漢陽・南秦の5県を管轄した。
南朝斉のとき、北朱提郡が新たに立てられ、もとの朱提郡は南朱提郡と改められた。南朱提郡は朱提・漢陽・堂琅・南秦の4県を管轄した。北朱提郡は河陽・義城の2県を管轄した。494年（延興元年）、また別に東朱提郡が立てられた。